# 201 (nombre)
Cet article concerne le nombre 201. Pour les années, voir 201 et 201 av. J.-C. Pour les lignes de transports en commun voir Ligne 201 .
Le nombre 201 (deux cent-un) est l'entier naturel qui suit 200 et qui précède 202.

## En mathématiques
Deux cent-un est :
- l'entier de Blum 3 × 67,
- un nombre Harshad en base dix.

## Dans d'autres domaines
Deux cent-un est :
- un code d'état HTTP indiquant la réussite d'une commande POST,
- le titre (écrit en base deux) d'un épisode de Star Trek : La Nouvelle Génération : 11 001 001,
- le code téléphonique de la région nord du New Jersey aux États-Unis,
- le numéro de modèle de la voiture Peugeot 201,
- le nom d'un épisode de South Park : 201.

201 Est également un épisode de la saison 14 de South Park.